# Leif Preus
Leif Preus (Horten, 18 de fevereiro de 1928 — 5 de maio de 2013) foi um fotógrafo e fundador de museu norueguês.